# Cirro (nube)
Un cirro o cirrus es un tipo de nube compuesta de cristales de hielo y caracterizada por bandas delgadas, finas, acompañadas por copetes. A veces estas nubes en voluta son tan extensas que visualmente resultan indistinguibles una de otras, formando una hoja o velo llamado cirrostratos. Ciertas veces la convección a grandes altitudes producen otra forma de cirros, llamadas cirrocúmulos: patrón de pequeñas nubes en forma de copetes.
Los cirros pueden formarse en las cimas de las tormentas eléctricas y los ciclones tropicales, y a veces predicen la llegada de lluvias o tormentas. Aunque son una señal de que la lluvia y tal vez las tormentas están en camino, los cirros en sí mismos no dejan caer más que vetas de cristales de hielo. Estos cristales se disipan, se funden y se evaporan a medida que caen a través de un aire más cálido y seco y nunca llegan al suelo. Los cirros calientan la Tierra, lo que puede contribuir al cambio climático. Un calentamiento de la Tierra probablemente producirá más cirros, lo que podría dar lugar a un bucle de autorrefuerzo.
Los fenómenos ópticos, como los parhelios y los halos, pueden ser producidos por la luz que interactúa con los cristales de hielo de los cirros. Hay otras dos nubes de alto nivel similares a los cirros, llamadas cirrostratus y cirrocumulus. El cirrostratus tiene el aspecto de una lámina de nubes, mientras que el cirrocúmulo parece un patrón de pequeños mechones de nubes. A diferencia de los cirros y cirroestratos, los cirrocúmulos contienen gotas de agua sobreenfriada (por debajo del punto de congelación).

## Etimología
El nombre «cirro» deriva del latín cirrus (‘rizo’ o ‘sortijilla de pelo’).

## Descripción
Los cirros son nubes difusas formadas por largas hebras de cristales de hielo que se describen como plumosas, de aspecto capilar, o en capas. Definido por primera vez científicamente por Luke Howard en un artículo de 1803, su nombre deriva de la palabra latina cirrus, que significa 'rizo' o 'franja'. Son transparentes, lo que significa que el Sol puede verse a través de ellas. Los cristales de hielo de las nubes hacen que normalmente parezcan blancas, pero el Sol naciente o poniente puede colorearlas de varios tonos de amarillo o rojo. En el atardecer, pueden parecer grises.
Los cirros se presentan en cinco especies visualmente distintas: castellanus, fibratus, floccus, spissatus, y uncinus:
- Cirrus castellanus tiene cimas cumuliformes causadas por la convección a gran altura que se eleva desde el cuerpo nuboso principal;[4][8]
- Cirrus fibratus tiene un aspecto estriado y es la especie de cirros más común;[4][8]
- La especie Cirrus floccus parece una serie de mechones;[9]
- Cirrus spissatus es una forma de cirrus especialmente densa que suele formarse a partir de las tormentas eléctricas.[10]
- Las nubes Cirrus uncinus se enganchan y son la forma que se suele denominar cola de yegua.[8][11]

Cada especie se divide en hasta cuatro variedades: intortus, vertebratus, radiatus, y duplicatus:
- La variedad Intortus tiene una forma extremadamente contorsionada, siendo la inestabilidad Kelvin-Helmholtz una forma de cirrus intortus que ha sido retorcida en bucles por capas de viento que soplan a diferentes velocidades, lo que se denomina cizalladura del viento;[8]
- La variedad Radiatus tiene grandes bandas radiales de cirros que se extienden por el cielo;[8]
- La variedad Vertebratus se produce cuando los cirros se disponen uno al lado del otro como costillas;[13]
- La variedad Duplicatus se produce cuando los cirros se disponen unos sobre otros en capas.[14]

Los cirros suelen producir filamentos en forma de pelo llamados hebras que caen, formados por cristales de hielo más pesados que caen de la nube. Son similares a las virgas producidas en las nubes de agua líquida. El tamaño y la forma de las vetas de caída están determinados por la cizalladura del viento.
La cobertura de cirros varía diurno. Durante el día, la cobertura de cirros desciende, y durante la noche, aumenta. Según los datos del satélite CALIPSO, los cirros cubren una media del 31% al 32% de la superficie de la Tierra. La cobertura de cirros varía mucho según la ubicación, ya que algunas partes de los trópicos alcanzan hasta un 70% de cobertura de cirros. Las regiones polares, por otro lado, tienen una cobertura de cirros significativamente menor, con algunas áreas que tienen un promedio anual de sólo alrededor del 10% de cobertura. Estos porcentajes tratan los días y noches despejados, así como los días y noches con otros tipos de nubes, como falta de cobertura de cirros.

## Aparición y formación
Muchos cirros producen filamentos como hebras de cabello hechas de cristales de hielo más pesados que precipitan. Estas "rayas de verano", una forma de virga, indican la diferencia en el movimiento del aire (viento cortante) entre la parte superior del cirrus y el aire debajo. A veces los topes de estos cirros se mueven rápidamente por encima de una capa de aire, o estas "rayas" se rompen dentro de una capa más baja y más rápida. Las direcciones de esos vientos pueden también variar.
Los cirros usualmente aparecen a altitudes comprendidas entre los 8 y los 12 km, apareciendo nítidamente cuando faltan los vientos cortantes, dando a las nubes la apariencia de una "coma" "," (cirrus uncinus), o de enmarañadas, indicación de turbulencia de alto nivel. Los cristales de hielo que caen se evaporan antes de alcanzar el suelo.
Los cirros suelen formarse cuando el aire cálido y seco se eleva, haciendo que el vapor de agua sufra deposición sobre partículas de polvo rocoso o metálico a gran altura. La altitud media de los cirros aumenta a medida que disminuye la latitud, pero la altitud siempre está coronada por la tropopausa. Estas condiciones suelen darse en el borde de ataque de un frente cálido. Debido a que la humedad absoluta es baja en altitudes tan elevadas, este género tiende a ser bastante transparente.
En las latitudes del 65° N o S, cerca de las regiones polares, los cirros se forman, en promedio, sólo 7000 m (7655,3 yd) sobre el nivel del mar. En las regiones templadas, aproximadamente en el 45° N o en el 45ºS, su altitud media aumenta hasta 9500 m (31 168 pies) sobre el nivel del mar. En los regiones tropicales, aproximadamente en el 5º N o en el S, los cirros se forman 13 500 m (44 291,3 pies) por encima del nivel del mar en promedio. En todo el mundo, los cirros pueden formarse en cualquier lugar desde 4000 a 20 000 m (13 123,4 a 65 616,8 pies) sobre el nivel del mar. Los cirros se forman con una amplia gama de espesores. Pueden ser tan pequeñas como 100 m (328,1 pies) de arriba abajo hasta tan gruesas como 8000 m (26 246,7 pies). El grosor de los cirros suele estar entre esos dos extremos, con un grosor medio de 1500 m (4921,3 pies).
La corriente en chorro, una banda de viento de alto nivel, puede estirar los cirros lo suficiente como para cruzar los continentes. Jet streaks, bandas de aire de movimiento más rápido en la corriente en chorro, pueden crear arcos de cirros de cientos de kilómetros de longitud.
La formación de los cirros puede verse afectada por los aerosoles orgánicos (partículas producidas por las plantas) que actúan como puntos de nucleación adicionales para la formación de cristales de hielo. Sin embargo, las investigaciones sugieren que los cirros se forman más comúnmente sobre partículas rocosas o metálicas que sobre las orgánicas.

### Ciclones tropicales

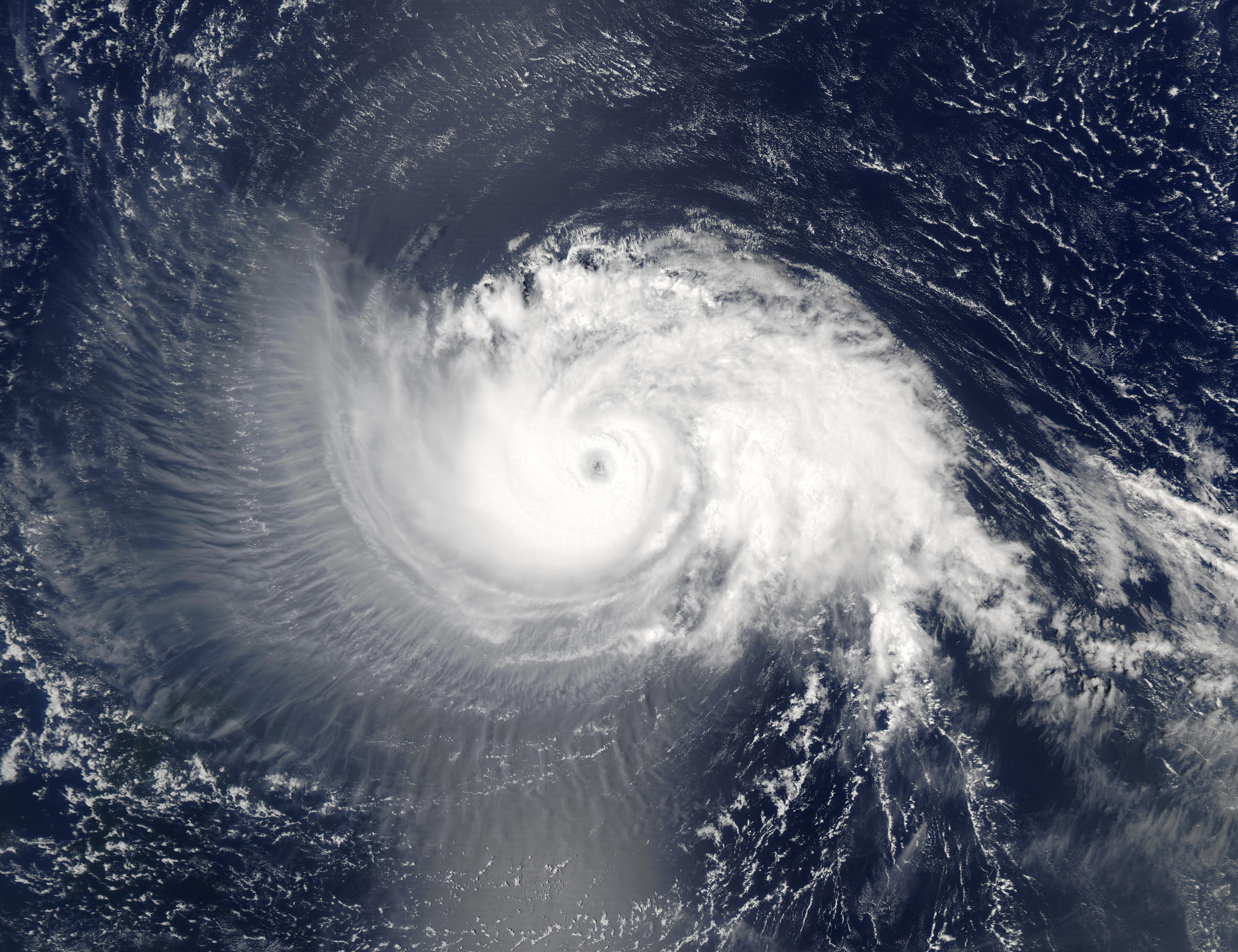
Un vasto escudo de cirros que acompaña el lado oeste del huracán Isabel.

Las hojas de cirros se abren comúnmente en abanico desde el muro del ojo de los ciclones tropicales. (La pared del ojo es el anillo de nubes de tormenta que rodea el ojo de un ciclón tropical.) un gran escudo de cirros y cirrostratus suele acompañar al vientos de salida de gran altura de los ciclones tropicales, y estos pueden hacer que la bandas de lluvia subyacente -y a veces incluso el ojo- sea difícil de detectar en las fotografías de satélite.

### Tormentas eléctricas
.

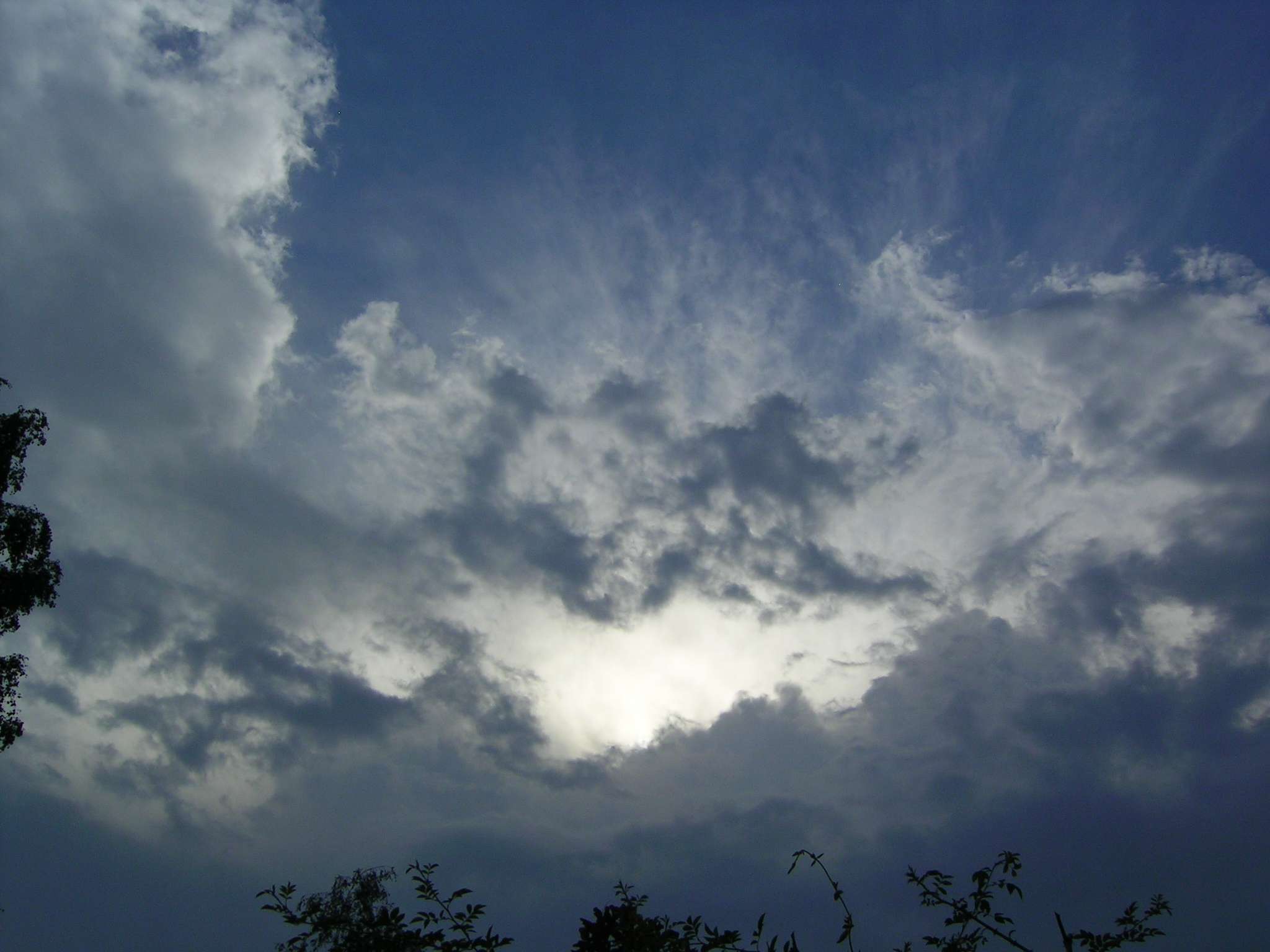
Cirros blancos en una nube de yunque

Las tormentas eléctricas pueden formar densos cirros en sus cimas. A medida que la nube cumulonimbo de una tormenta eléctrica crece verticalmente, las gotas de agua líquida se congelan cuando la temperatura del aire alcanza el punto de congelación. La nube yunque adopta su forma porque la inversión de temperatura en la tropopausa impide que el aire cálido y húmedo que forma la tormenta eléctrica suba más, creando así la parte superior plana. En los trópicos, estas tormentas eléctricas producen ocasionalmente copiosas cantidades de cirros de sus yunques. Los vientos de gran altura suelen empujar esta densa alfombra en forma de yunque que se extiende a favor del viento hasta varios kilómetros.
Las formaciones individuales de cirros pueden ser los restos de las nubes de yunque formadas por las tormentas eléctricas. En la etapa de disipación de un cumulonimbo, cuando la columna normal que sube al yunque se ha evaporado o disipado, la alfombra de cirros en el yunque es todo lo que queda.

### Estela de condensación
Las estelas de condensación son un tipo artificial de cirros que se forman cuando el vapor de agua del escape de un motor de reacción se condensa en partículas, que provienen del aire circundante o del propio escape, y se congela, dejando una estela visible. Los gases de escape pueden desencadenar la formación de cirros al proporcionar núcleos de hielo cuando no hay suficiente suministro natural en la atmósfera. Uno de los impactos ambientales de la aviación es que las estelas de condensación persistentes pueden formar grandes alfombras de cirros, y el aumento del tráfico aéreo se ha implicado como una de las posibles causas de la creciente frecuencia y cantidad de cirros en la atmósfera terrestre.

## Los cirros y la variación del tiempo
Los cirros contribuyen tanto a atrapar el calor emitido por la Tierra hacia el espacio como a reflejar la luz del Sol; en consecuencia no está bien determinado si el efecto neto de los cirros es de calentamiento o de enfriamiento de la Tierra. Muchas de las dificultades tecnológicas para dilucidar este fenómeno, es en el modelado del albedo de nubes de diferentes tamaños y formas de los cristales. Viejos modelos tendían a subestimar el albedo de los cirros. La mejora de esos modelos optimizará las predicciones meteorológicas.

## Qué tiempo anuncian
Si hay nubes cirros moviéndose con el aire, significa que se ha elevado aire cálido, o en otras palabras, se ha formado un  frente, con precipitaciones en camino durante las próximas 24-36 horas.

## Cirros de aviación
En presencia de cirros los aviones suelen desarrollar una estela de condensación persistente también llamada contrail.

## Galería

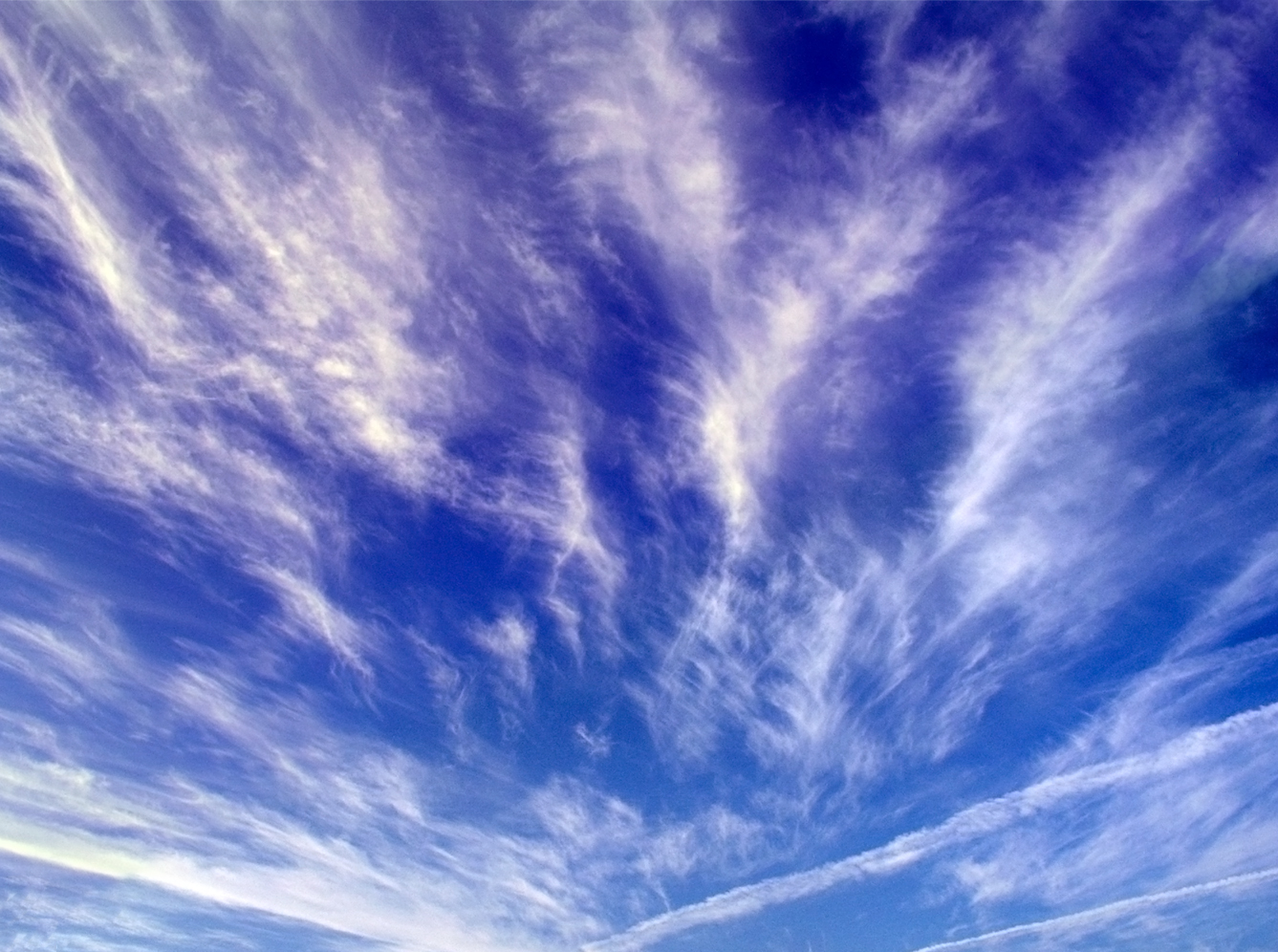
Cirrus fibratus
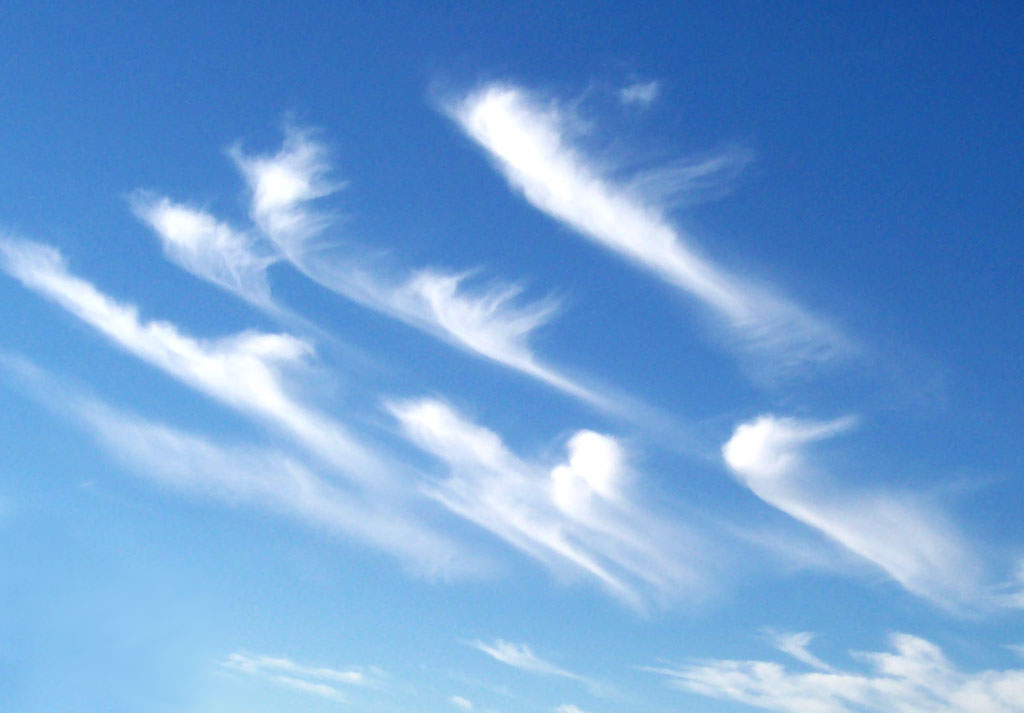
Cirrus uncinus
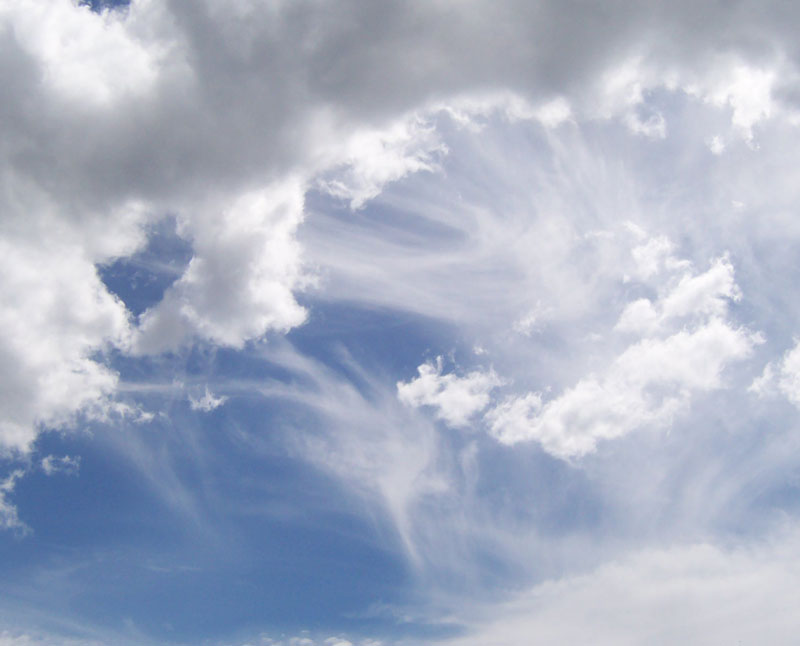
Wispy Cirros en el centro de la imagen
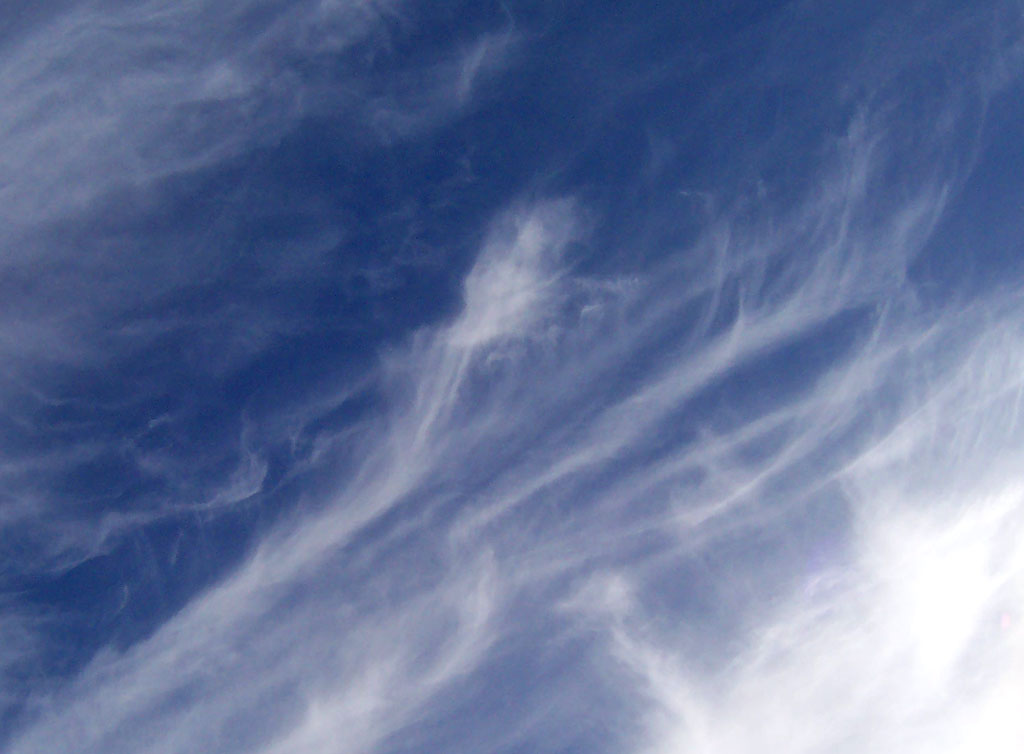
Cirrus
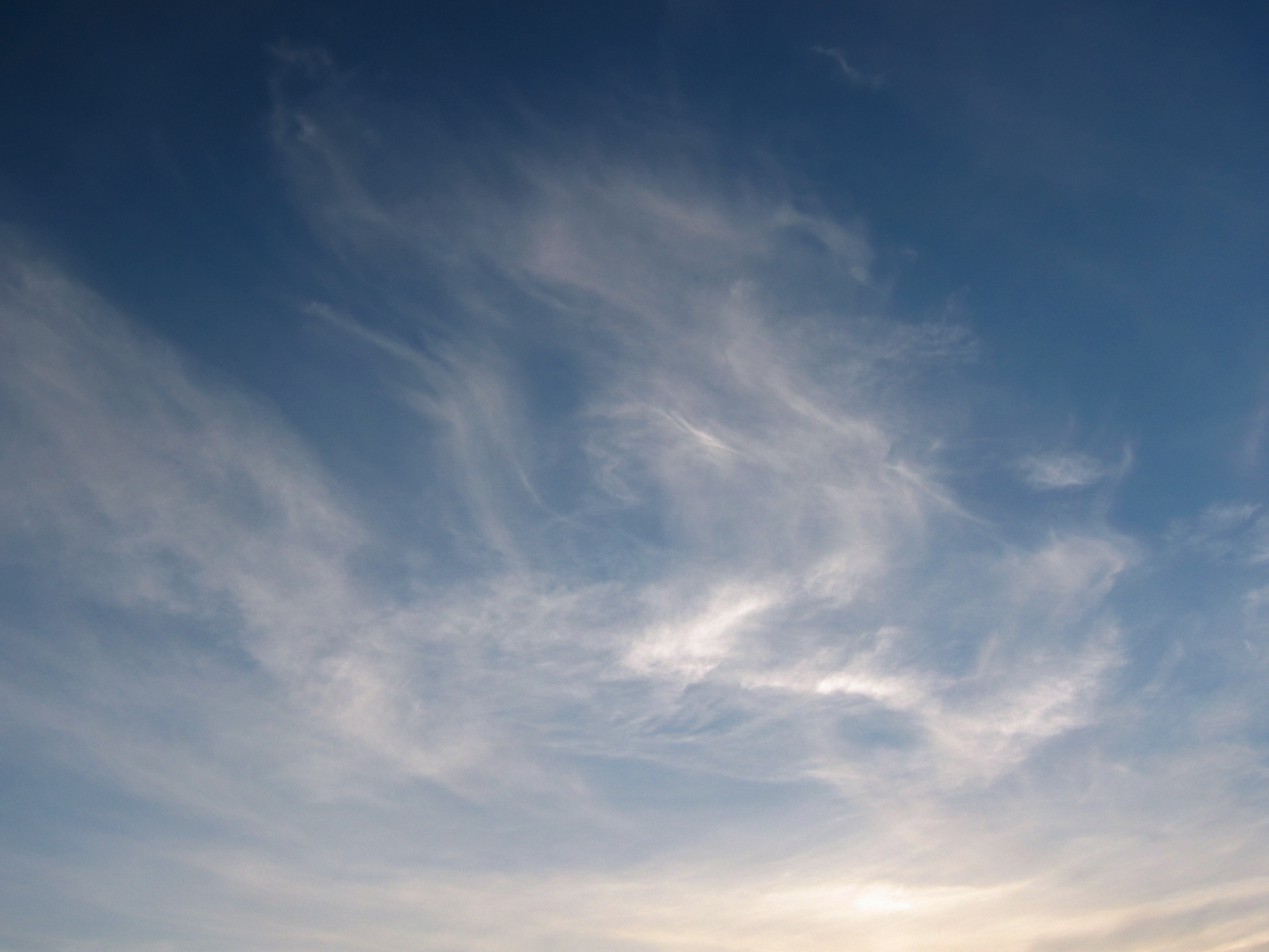
Cirros
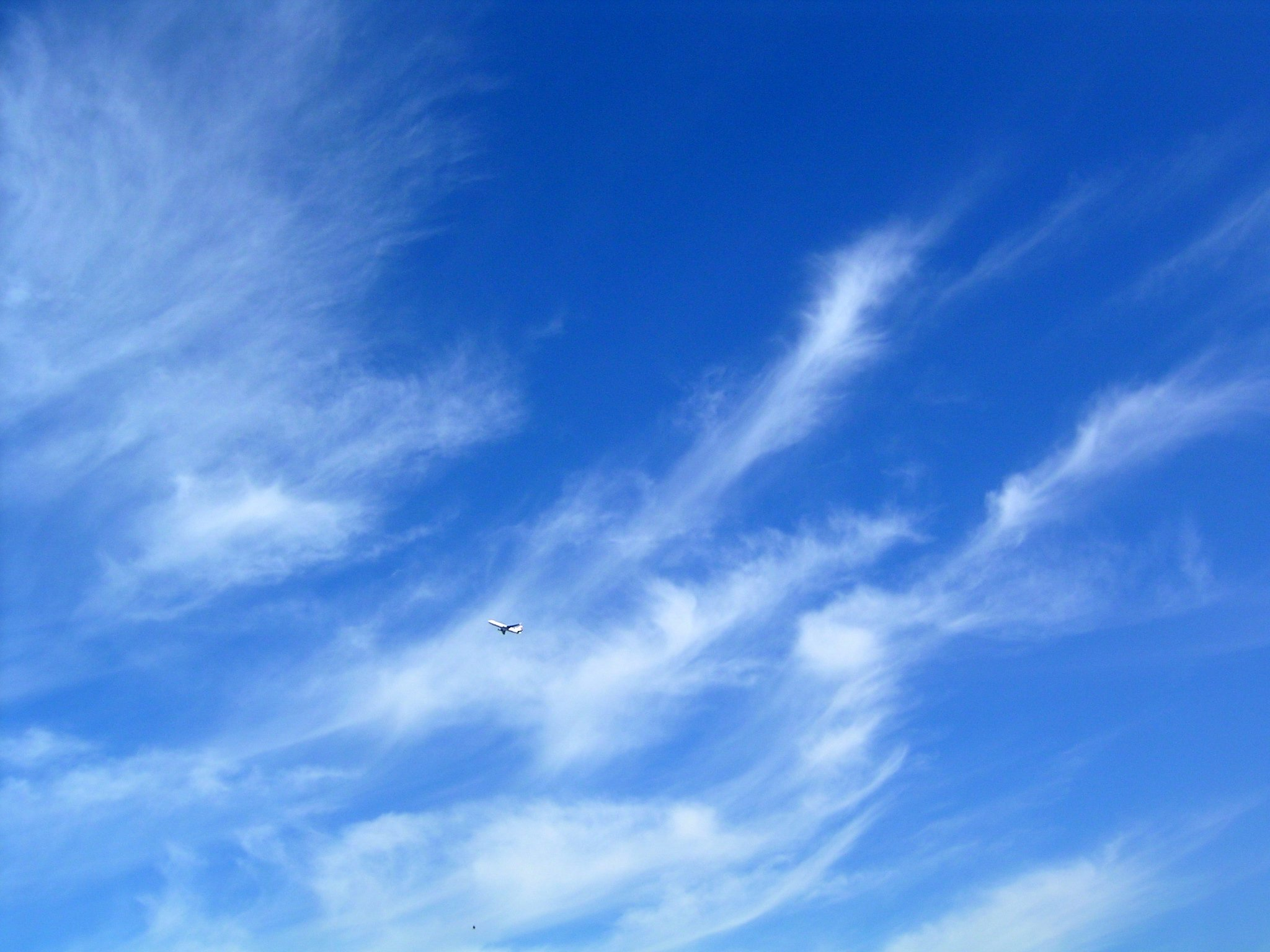
Cirrus uncinus
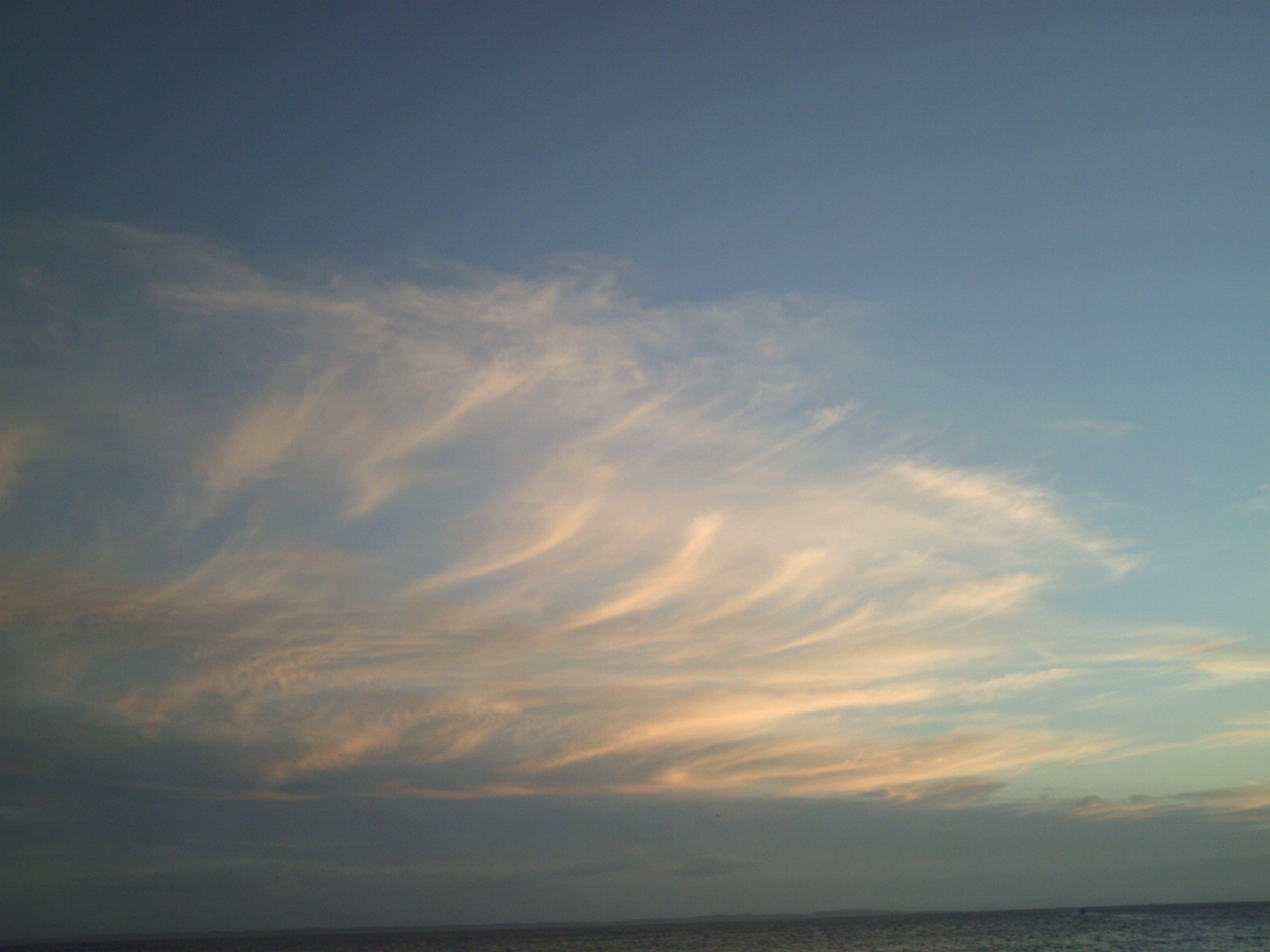
Cirros
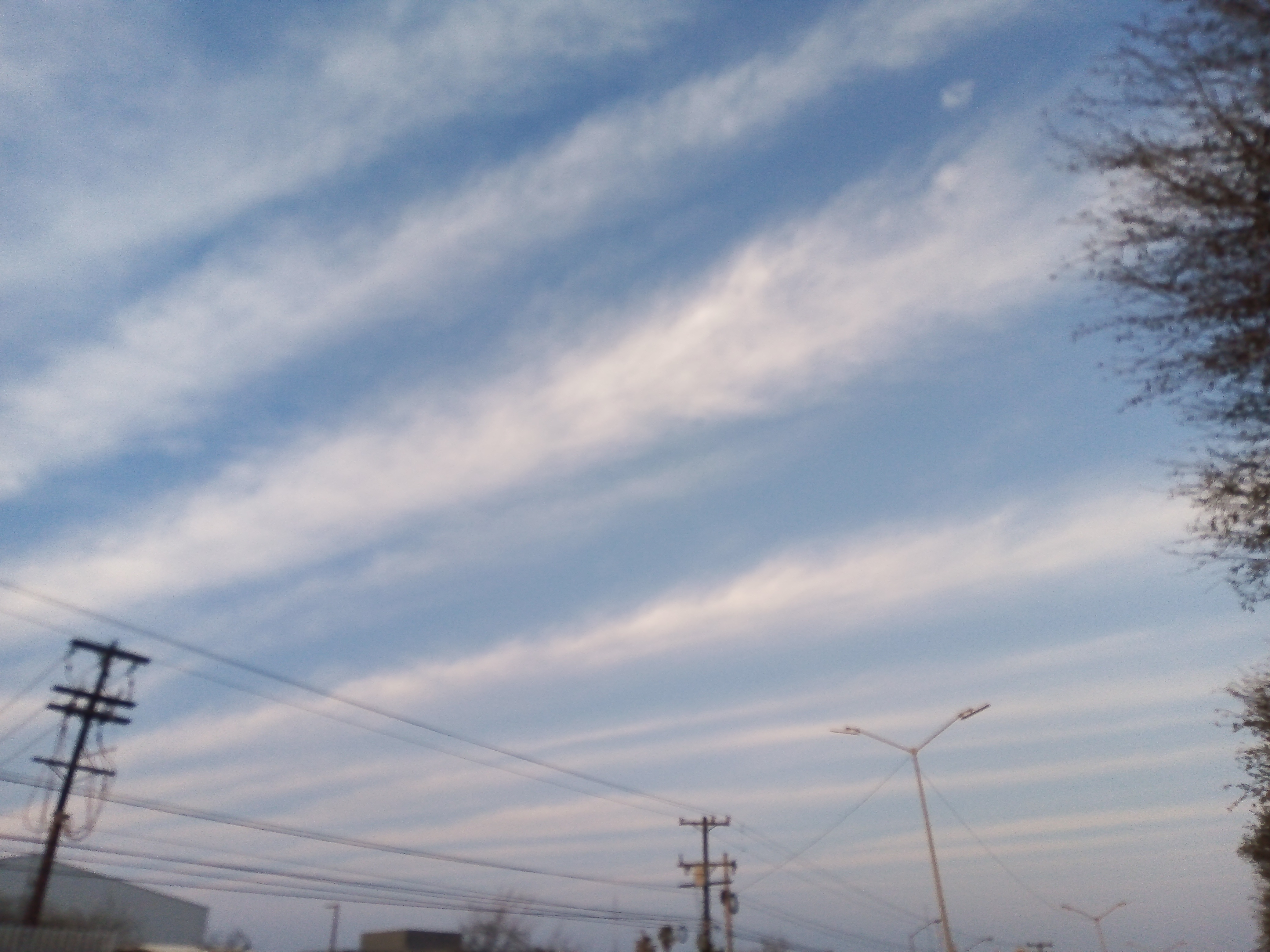
Cirrus radiatus
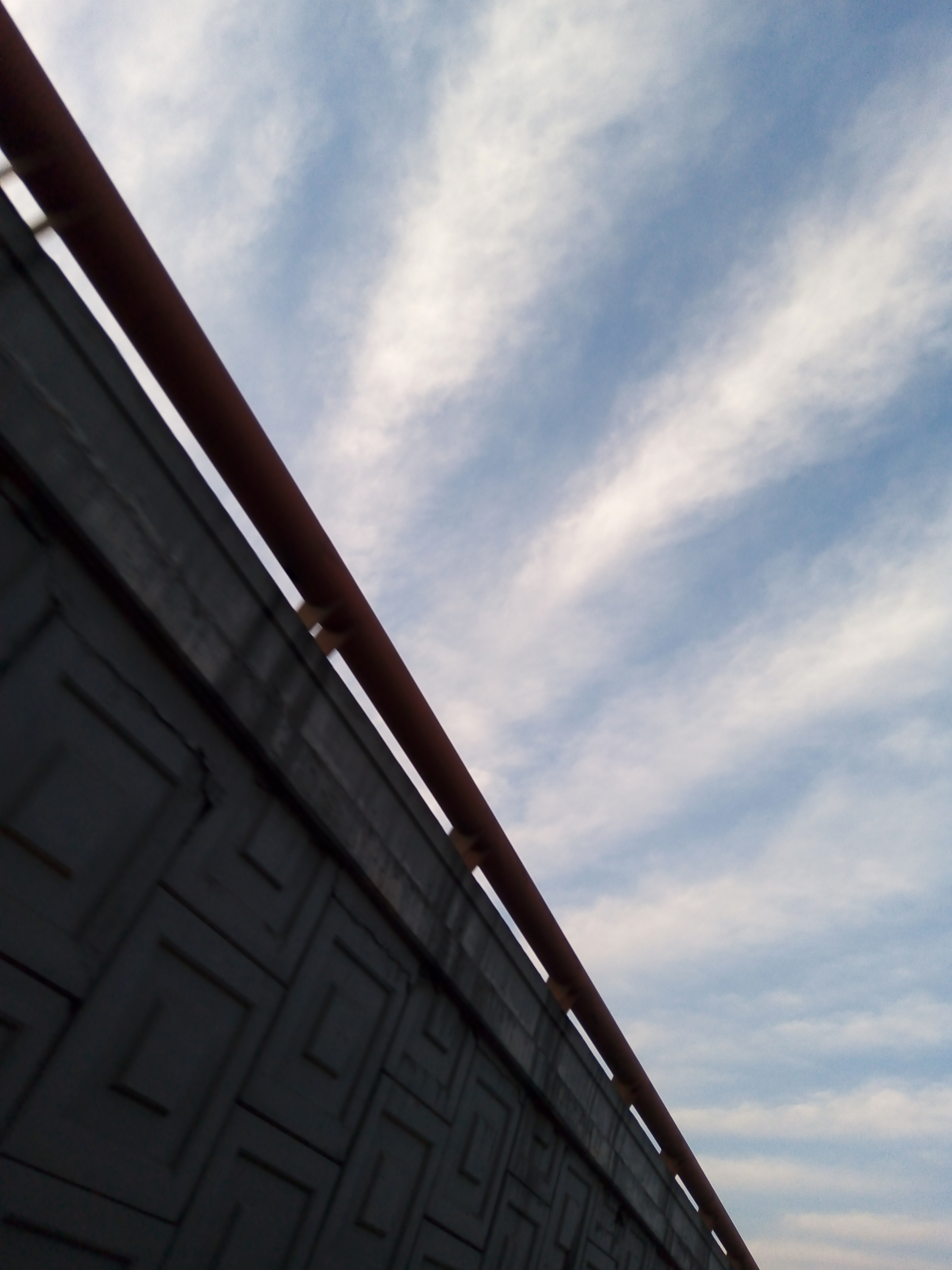
Cirrus radiatus
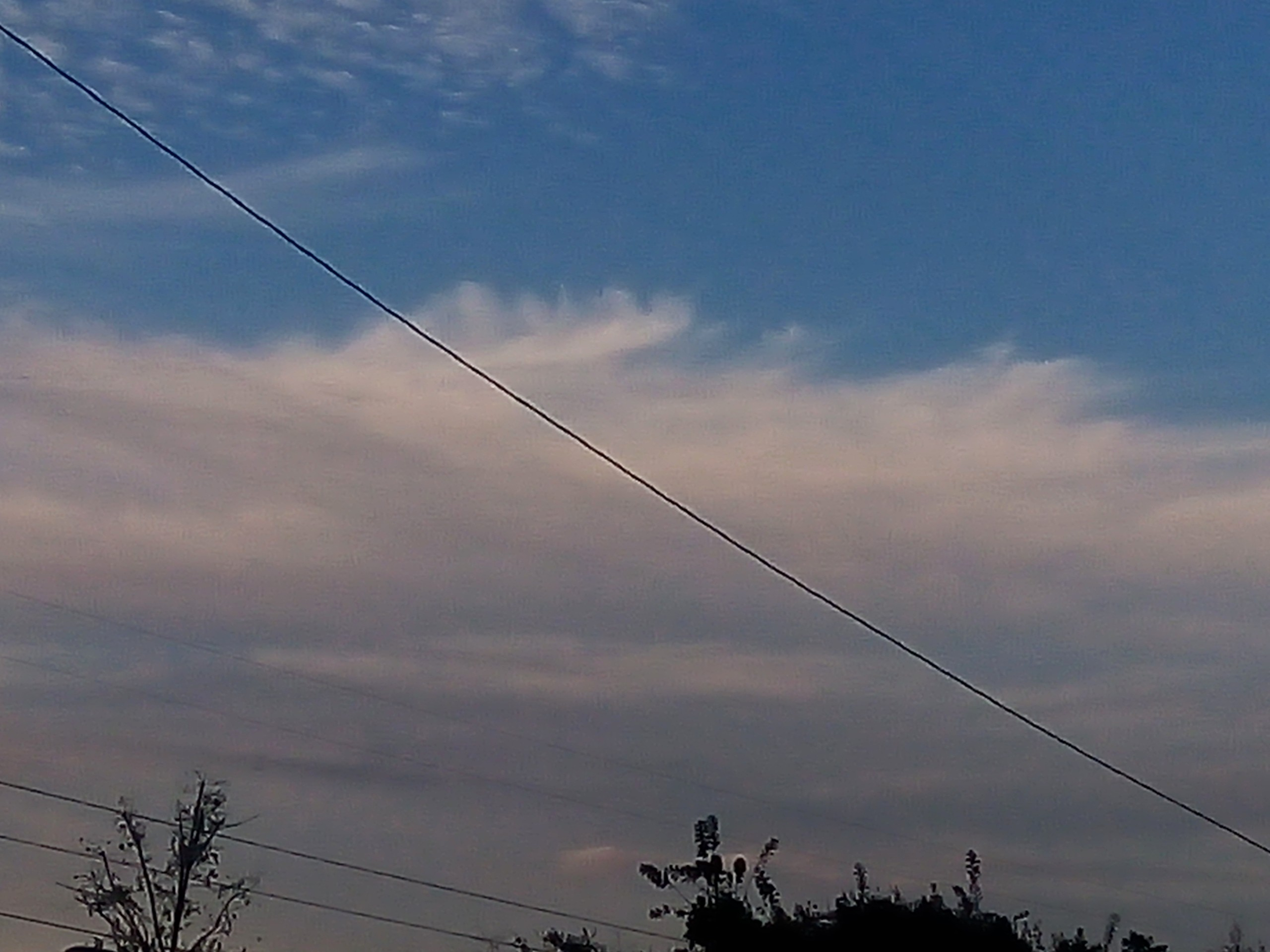
Cirrus castellanus y cirrus spissatus